# مه‌لقا صادقووا
مه‌لقا صادقووا بازیگر اهل کشور جمهوری آذربایجان بود. وی در فیلم بختیار بازی کرده‌است.